# دنیس کسلر
دنیس کسلر، (به فرانسوی: Denis Kessler) (زاده ۲۵ مارس ۱۹۵۲) کارآفرین، بازرگان و مدیر ارشد اجرایی فرانسوی است، که در حال حاضر به‌عنوان مدیر عامل اجرایی و رییس هیئت مدیره شرکت اسکور اس‌ای فعالیت می‌کند. وی عضو هیئت مدیره بانک بی‌ان‌پی پاریبا و شرکت داسو اوییشن می‌باشد.